# Spinosipella agnes
Spinosipella agnes is een tweekleppigensoort uit de familie van de Verticordiidae. De wetenschappelijke naam van de soort is voor het eerst geldig gepubliceerd in 2008 door Simone & Cunha.